# Pastona
Pastona là một chi bướm đêm thuộc họ Noctuidae.

## Loài
- Pastona camptosema (Hampson, 1918)
- Pastona glycera (Druce, 1889)
- Pastona goniophora (Schaus, 1903)
- Pastona leucosema (Hampson, 1918)
- Pastona nigropuncta (Druce, 1898)
- Pastona pusilla (Schaus, 1894)
- Pastona rudis Walker, 1858